# Ан Иктхэ
Ан Иктхэ (кор. 안익태, Ahn Eaktai, 5 декабря 1906 — 16 сентября 1965) — корейский композитор и дирижёр. Работал во многих крупных европейских оркестрах, в том числе Венском филармоническом оркестре, Берлинском филармоническом оркестре, оркестре Римской филармонии. Ан Иктхэ написал музыку для «Эгукка», государственного гимна Кореи, сочинил «Корейский танец», «Нонгэ», симфоническую фантазию «Корея», другие произведения. Его неопубликованные работы, часть из которых была обнаружены недавно, включают симфоническую поэму «Майорка», «Ло Пи Форментор» и «Смерть императора Коджона».
Ан Иктхэ родился в северной части Корейского полуострова незадолго до начала колониального периода, посещал школу, организованную католическими миссионерами. Там он проявил интерес к музыке, играл на трубе в школьном оркестре. Он получил образование в музыкальной школе Кунитати в Японии, а после в Университете Цинциннати и в Кёртисовском Институте музыки в США во время Великой депрессии. Ан продолжил учёбу в Вене у Бернхарда Паумгартнера, и у Золтана Кодая в Будапештском университете в Венгрии. Во время второго визита в Вену Ан воспользовался помощью Рихарда Штрауса, чтобы завершить симфоническую фантазию «Корея». Начав концертировать в Будапеште, Ан провел следующие пять лет в Европе. Во время Второй мировой войны Ан перебрался в Испанию, где он встретил Лолиту Талавера, свою будущую жену. После свадьбы в 1946 году, пара переехала в Соединенные Штаты, где Ан руководил Филадельфийским оркестром. Затем, в 1955 году, Ан вернулся в Корею и руководил Сеульским филармоническим оркестром вплоть до своей смерти.

## Детство, начальное образование
Ан Иктхэ родился 5 декабря 1906 года в Пхеньяне, в богатой семье. Четыре года спустя, в 1910 году, Корея попала под управление Японии. Его семья относилась к клановой фамилии Ан, носители которой происходили из области Синьхын в Йонджу провинции Кёнсан-Пукто. К этому клану принадлежали такие известные в то время в Корее деятели, как Ан Чунгын и Ан Чханхо. Ан Иктхэ был третьим сыном его отца, Ан Докхун и матери, Ким Джонок, у него было шесть братьев и сестер. Ан Докхун работал в сфере гостиничного бизнеса и хотел, чтобы его дети получили передовое западное образование. Его старший сын, Ан Иксам, был отправлен на учёбу в Токио.
Тем временем Ан Иктхэ увлёкся музыкой и пел в деревенской церкви. Ан Иксам хорошо знал об увлечении своего младшего брата музыкой и купил ему скрипку Судзуки, фонограф и записи из Японии. Ан Иктхэ начал играть на скрипке и стал делать заметные успехи. В 1914 году он поступил в Начальную школу Ёнго в Пхеньяне по классу трубы. В 1918 году он был принят в колледж университета Сунсил, где играл в школьном оркестре. От Ан Иксама и Доктора Эли Миллер Моури, директора школы, за большие успехи он получил в подарок виолончель. YMCA организовала для него частные уроки игры на виолончели с преподавателем музыки г-ном Грегом.
В 1919 году участники школьного оркестра приняли участие в Движении 1 марта, объединившем усилия многих корейцев, протестующих против японского господства на Корейском полуострове. С этого времени Ан увлечённо включился в корейское движение за независимость и примкнул к студенческому протесту против прояпонски настроенных учителей. В школе действия Ана сочли недопустимыми, и он подвергся наказанию. В сентябре Ан принимал личное участие в попытке совершить набег на тюрьму с целью вызволения активистов движения 1 марта, схваченных японской полицией. Когда полиция задерживала протестующих на одном из митингов, Ан сумел убежать и скрылся в доме доктора Маури. Тот в течение недели лечил травмы, полученные Аном, и, получив требования от полиции, выдать им Ана, лично отправился в местное отделение, чтобы обсудить возможности оставить юношу на свободе. Потрясённый силой характера и настойчивостью доктора Маури, глава отдела полиции позволил Ану избежать заключения, оформив фальшивые документы, которые позволили тому учиться музыке в Токио.

## Учёба в Японии
6 октября 1919 года Ан добрался на поезде до Пусана и сел на корабль, отправлявшийся в Симоносеки. Остановившись у своего брата Иксама, Ан успешно поступил в токийскую среднюю школу Сэйсоку. В 1926 году Ан был принят в музыкальный колледж Кунитати. Летом того же года Ан приехал в Корею на музыкальный фестиваль, чтобы собрать средства на реконструкцию сгоревшего храма. Там он встретился с Ю Сангё, основателем газеты en:Tongnip Sinmun, и Чо Мансик, лидером движения за независимость, которое поддерживало потребление продукции корейского производства, считая это стимулом развития национальной экономики. По просьбе Чо Мансик Ан участвовал в акции, пропагандирующей использование товаров, выпускаемых в Корее, в частности, играл на виолончели в едущем по улицам автомобиле.
В 1928 году отец Ана умер, а мать столкнулась со значительными финансовыми трудностями, пытаясь дать образование своим пятерым сыновьям. Поэтому Ан устроился тапёром-виолончелистом в один из первоклассных ресторанов. Но и тогда Ан не мог полностью оплатить своё обучение, и школа пригрозила ему отчислением. Кроме того, он случайно сломал виолончель, и ему пришлось занимать деньги у одноклассников. Один из его японских друзей, желая поддержать Ана, купил ему новую скрипку Судзуки. В конце концов, Ан смог окончить колледж при помощи своего учителя Хансфорда, который оплатил его долги за обучение. Ан окончил школу позже положенного срока. По предложению своего учителя, по окончании школы музыкант выступил с виолончельным концертом; японская газета написала об Ане как о «гении с блестящим будущим».
В мае 1930 Ан Иктхэ вернулся в Корею. Он посетил свою школу Сунсиль и её директора, доктора Маури, в своё время так поддержавшего его. Маури предложил Ану продолжить учёбу в США. Столкнувшись с очередным запретом японской полиции на проведение концерта, Ан решил, что совету доктора Маури нужно последовать, дабы избежать трудностей, с которыми в то время сталкивались у себя в стране корейцы.

## В США
По прибытии в Сан-Франциско Ан Иктхэ в процессе досмотра иммигрантов был заключен в тюрьму, потому что он отказался сдать свою виолончель чиновникам на таможне. Той же ночью Ан добился от тюремного охранника разрешения заниматься на виолончели; убедившись, что музыкант никак не связан с криминальным миром, тюремное начальство на следующий день освободило Ана.
Оказавшись в Сан-Франциско, Ан отправился в корейскую церковь по рекомендации доктора Маури. Во время службы, которую проводил пастор Хван, музыкант услышал корейский национальный гимн, который в то время исполнялся на мотив шотландской песни «Auld Lang Syne» («Старое доброе время»). Ан Иктхэ подумал, что эта мелодия не подходит для гимна Кореи, и решил попробовать написать свой вариант. Пастор Хван одобрил его замысел и, провожая Ана на железнодорожной станции в Цинциннати, подарил ему небольшой чёрный саквояж и ещё авторучку — специально для того, чтобы написать ею новый гимн.
Пастор Хван позаботился, чтобы на вокзале Ана встретил Пак Вонджун, когда-то окончивший ту же школу Сунсиль и музыкальную школу в Кунитати, что и Ан. Пак, будучи в то время студентом музыкального колледжа Университета Цинциннати, помог Ану поступить в это заведение. Ану приходилось зарабатывать на жизнь, играя за гроши в ресторане, что было обычным во времена Великой Депрессии. В 1930 году Ан был принят в Симфонический оркестр Цинциннати в качестве первого виолончелиста. Во время весенних каникул второго года обучения он гастролировал по США, играя сольные концерты в крупных городах. В Нью-Йорке Ану позволили выступить в Карнеги-холле, и нью-йоркские газеты впоследствии опубликовали положительные отзывы о его выступлении.
После успешного тура Ан решил оставить карьеру виолончелиста и стать дирижёром. В 1935 году Ан перевёлся в Институте музыки Кёртиса в Филадельфии, который и окончил в 1936 году. Примерно в это же время Ан также успешно руководил хором в Церкви Candem; известный дирижёр Леопольд Стоковский, услышав об Ан Иктхэ, а затем посетив службу в церкви, пригласил его в Филадельфийский оркестр. Ан отказался, в том числе по материальным соображениям. В то время он был поглощён написанием первого большого произведения, Симфоническая фантазия «Корея» и даже задолжал хозяевам за квартиру, которую снимал, однако его соседи, семейство Пибл, выручили его, оплатив долг.
Ан успешно представил Симфоническую фантазию «Корея» на конкурс в Карнеги-Холле, и ему разрешили дирижировать Нью-Йоркским филармоническим оркестром на премьере своего произведения. Однако премьера провалилась, Ан не справился с оркестром и, возмущённый нестройной исполнением музыкантов, швырнул на пол дирижёрскую палочку. Публика с криками требовала продолжить исполнение, но Ан отказался, сказав, что разочарован игрой оркестра.

## В Европе
8 апреля 1936 года Ан покинул Америку, переехав в Берлин. Там он завершил Aegukga, новый корейский национальный гимн и послал его в «Корейское народное собрание», организацию, поддерживающую движение за независимость Кореи, расположенную в Сан-Франциско. Тогда же он внёс финальные правки в Симфоническую фантазию «Корея». После Ан Иктхэ переехал в Вену, чтобы учиться у Бернхарда Паумгартнера, известного композитора и интерпретатора творчества Бетховена. В 1937 году Ан поехал в Венгрию учиться у Золтана Кодая, чьи работы по азиатской музыке он использовал при написании Симфонической фантазии «Корея».
В том же 1937 году Ана пригласили в Дублин для исполнения симфонической фантазии. Он легко завоевал симпатии ирландский аудитории, тем более, что Ирландия в то время находилась под британским управлением, подобно Корее, подчинённой Японии. Затем Ан вернулся в Вену и встретился с известным композитором Рихардом Штраусом, чтобы обсудить с ним это произведение. В то же время Ан учился в университете Лорана Этвёша на стипендию от венгерского правительства и окончил его в 1939 году. Отдавая должное таланту Ан Иктхэ, Штраус однажды предложил ему дирижировать вместо себя на концерте в Будапеште. К сожалению, Ан провел так много часов, готовясь к этому концерту, что рухнул в изнеможении прямо во время исполнения последнего произведения. Несмотря на это, венгерские газеты похвалили Ана за проявленное старание. По рекомендации Штрауса, Римский филармонический оркестр с радостью пригласил Ан Иктхэ в качестве дирижёра; многие другие оркестры последовали его примеру, и Ан объехал всю Европу, выступая с различными коллективами.
В декабре 1940 года Ана пригласил к себе Берлинский филармонический оркестр, возможно, крупнейший оркестр в мире в то время. Немецкие газеты восторженно писали об Ане, не скупясь на щедрые похвалы. Ан продолжал дирижировать и в других известных оркестрах Европы. Однако в какой-то момент Ана отстранили от работы в Римском филармоническом оркестре: исполнение симфонической фантазии «Корея» японское правительство сочло политически нежелательным. Ан нашёл другое место работы, Оркестр Парижа, но был вынужден оставить его в 1944 году, когда Париж оказался освобожден от немецких войск. Затем испанский посол пригласил его работать в оркестре Барселоны.
Во время одной из встреч со слушателями Ану представили Лолиту Талавера (1915 — 2009), которая стала большой почитательницей таланта Ана, увидев однажды запись одного из его выступлений. Мисс Талавера была хорошо знала о японской оккупации Кореи, и Ан почувствовал, что она его понимает. Ан и Лолита вскоре обручились и 5 июля 1946 года стали мужем и женой. Молодая семья переехала на остров Майорка, где Ан основал Симфонический оркестр Майорки. В том же году Ан сделал попытку выехать на работу в США, но его связи со Штраусом (который, как считалось, запятнал себя сотрудничеством с нацистским режимом) препятствовали этому в течение двух лет; в конце концов, Ан всё же был принят в Филадельфийский оркестр. У Ана и Лолиты было трое детей — сын и две дочери.

## Возвращение в Корею
15 августа 1948 года «Эгукка» Ан Иктхэ была исполнена во время церемонии, посвященной созданию правительства Республики Корея. После Корейской войны южнокорейский президент Ли Сын Ман пригласил Ана принять участие в торжествах, посвящённых его 80-летию, и 19 февраля 1955 г. Ан вернулся на родину после 25 лет отсутствия. Военный оркестр сыграл «Эгукка» во время прибытия в Корею её автора, Ан Иктхэ. Вскоре после этого музыкант был награждён медалью за заслуги в области культуры.
По приглашению Университета Гэйдзицу в Токио Ан Иктхэ прибыл в аэропорт Ханэда в январе 1960 года и провёл концерт в зале Yaon Hibiya в ночь на 4 февраля. После успеха в Токио Ан вылетел в Осаку, где также провел концерт. Затем Ан призвал корейцев, проживавших в том районе, которые разделялись на политических сторонников Севера и Юга, к единству и сотрудничеству. Позже, в 1964 году, Ан выступил с концертом на Летних Олимпийских играх, по просьбе телекомпании NHK.
После успешного концерта в Испании Ан организовал последовательно три музыкальных фестиваля в Сеуле, но не смог продолжить эту деятельность, так как это мешало его работе в Сеульской филармонии. 16 сентября 1965 года, Ан внезапно заболел и умер на острове Майорка, где жил последние 20 лет своей жизни. 8 июля 1977 года прах Ана был перевезён с Майорки на Сеульское национальное кладбище.